# Saintpaulia nitida
Saintpaulia nitida är en tvåhjärtbladig växtart som beskrevs av Brian Laurence Burtt. Saintpaulia nitida ingår i släktet Saintpaulia och familjen Gesneriaceae. Inga underarter finns listade i Catalogue of Life.